# Strimmig piplärka
Strimmig piplärka (Anthus sylvanus) är en asiatisk fågel i familjen ärlor inom ordningen tättingar.

## Utseende och levnadssätt
Denna art är en relativt stor piplärka med en kroppslängd på 17 centimeter. Den är kraftigt streckad med kort ovan och bred näbb, och ganska smala och spetsiga stjärtfjädrar. Undersidan är streckad med en varierande grundton från varmt gulbrunt till kallt grått. På huvudet syns ett vitaktigt ögonbrynsstreck. Lätet är ett sparvlikt tjirp. Fågeln påträffas på klippiga och gräsklädda sluttningar, liksom i övergivna jordbruksmarker.

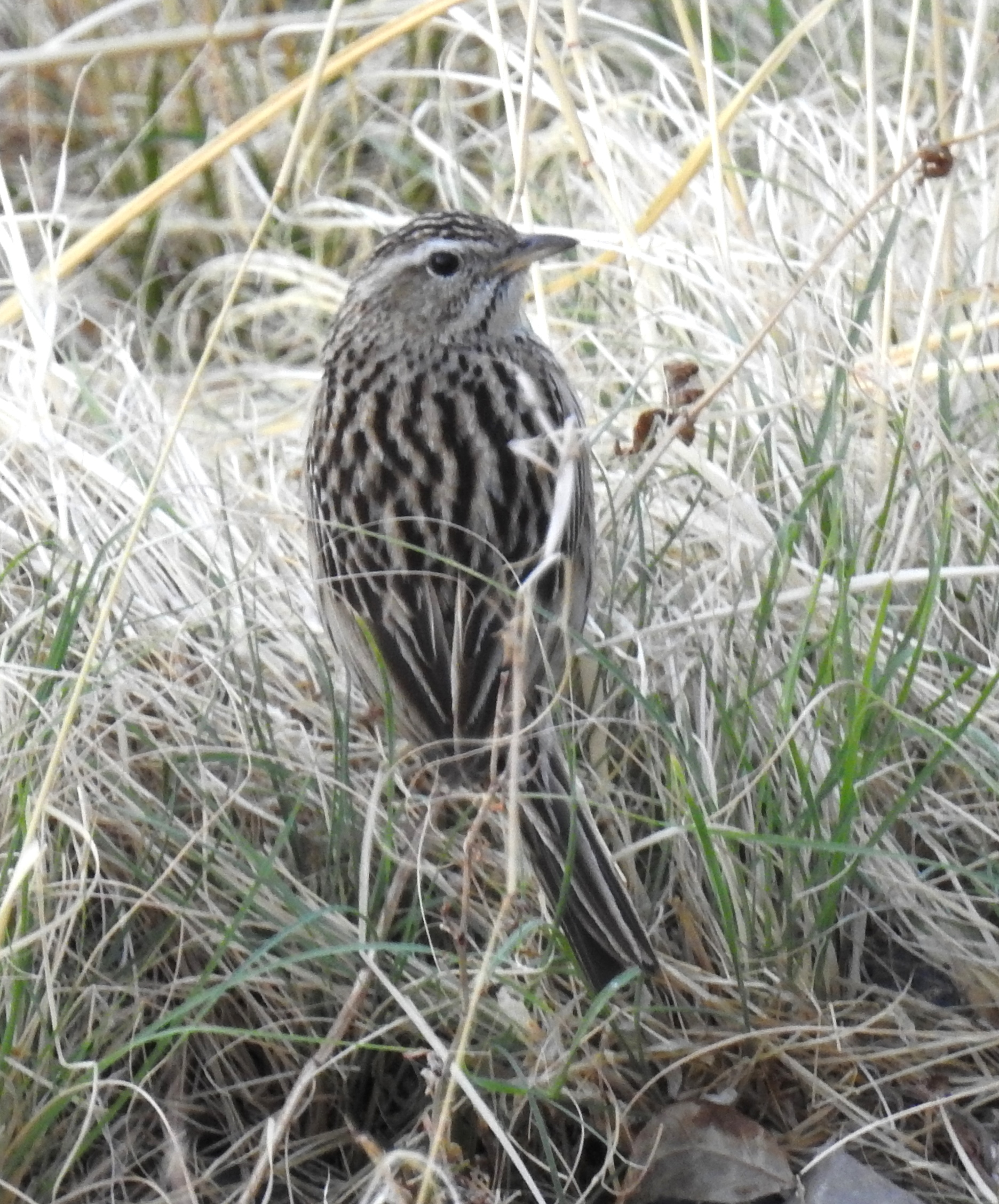
En strimmig piplärka fotograferad i Nainital, Uttarakhand, Indien visar upp den kraftigt streckade ryggen.

## Utbredning och systematik
Strimmig piplärka förekommer i Himalaya (östra Afghanistan till Nepal och sydöstra Kina). Den behandlas som monotypisk, det vill säga att den inte delas in i några underarter.

### Släktestillhörighet
Genetiska studier visar att strimmig piplärka tillhör en grupp med större piplärkor där även fältpiplärka och större piplärka ingår. Resultaten tyder även på att dessa inte är nära släkt med andra medlemmar i släktet Anthus, som ängspiplärkan. Detta kan betyda att strimmig piplärka med släktingar i framtiden lyfts ut till ett eget släkte. Än så länge följer de internationella taxonomiska auktoriteterna status quo.

## Levnadssätt
Strimmig piplärka häckar på branta klippiga och gräsrika sluttningar med spridda buskar eller klippblock, men även i övergivna terrassodlingar. Den ses ofta intill Pinus roxburghi eller spridda Pinus wallichiana i torrare förberg i Pakistan, i Indien i öppna skogar med Pinus longifolia. Den häckar mestadels på mellan 1200 och 3000 meters höjd, dock endast till 2300 meter i Pakistan, i norra Indien ner till 900 meter och i södra Kina lokalt ner till 500 meters höjd. Vintertid hittas den i liknande miljöer men vanligen på lägre nivåer.

### Föda
Fågeln födosöker som andra piplärkor på marken. Födan är dåligt känd, men består av små ryggradslösa djur. När den störs ställer den sig upprätt och snärter till med stjärten.

### Häckning
Arten häckar i mars–juli. Boet är en skål av grovt gräs som göms under en tuva eller ett klippblock. Däri lägger den tre till fem ägg. Fågeln boparasiteras av gök.

## Status och hot
Arten har ett stort utbredningsområde och en stor population med stabil utveckling och tros inte vara utsatt för något substantiellt hot. Utifrån dessa kriterier kategoriserar internationella naturvårdsunionen IUCN arten som livskraftig (LC). Världspopulationen har inte uppskattats men den beskrivs som vida spridd och ganska vanlig i Indien och Nepal men fåtalig och ovanlig i Pakistan.